# Dob
Dob je nejvyšší vrchol v návrší, které se nazývá Dobský hřbet. Nachází asi osm kilometrů jižně od Bíliny a jeden kilometr východně od Dobrčic v západní části Českého středohoří. Středem vrcholu probíhá hranice mosteckého a teplického okresu (k. ú. Dobrčice u Skršína, resp. Žichov).
Vrch, který je významným bodem Ranského středohoří, má tvar čedičové kupy, která je pozůstatkem výplně třetihorního sopečného kráteru. Na vrchol nevede žádná turisticky značená trasa.